# Узлова
Узлова — деревня в Абатском районе Тюменской области России. Входит в состав Шевыринского сельского поселения.

## История
В «Списке населенных мест Российской империи» 1871 года издания (по сведениям 1868—1869 годов) населённый пункт упомянут как казённая деревня Узлова Ишимского округа Тобольской губернии, при реке Ишим, расположенная в 70 верстах от окружного центра города Ишим. В деревне насчитывалось 36 дворов и проживало 218 человек (106 мужчин и 112 женщин).

В 1926 году в деревне имелось 56 хозяйств и проживало 286 человек (128 мужчин и 158 женщин). В административном отношении Узлова входила в состав Боковского сельсовета Абатского района Ишимского округа Уральской области.

## География
Деревня находится в юго-восточной части Тюменской области, в лесостепной зоне, в пределах Ишимской равнины, на правом берегу реки Ишим, на расстоянии примерно 12 километров (по прямой) к юго-юго-западу (SSW) от села Абатское, административного центра района. Абсолютная высота — 69 метров над уровнем моря.

### Часовой пояс
Узлова, как и вся Тюменская область, находится в часовой зоне МСК+2. Смещение применяемого времени относительно UTC составляет +5:00.

## Население
| 1989 | 2002 | 2010 |
| ---- | ---- | ---- |
| 6    | →6   | ↗7   |

Гендерный состав
По данным Всероссийской переписи населения 2010 года в гендерной структуре населения мужчины составляли 57,1 %, женщины — соответственно 42,9 %.
Национальный состав
Согласно результатам переписи 2002 года, в национальной структуре населения казахи составляли 100 %.

## Улицы
Уличная сеть деревни состоит из двух улиц (ул. Маслова и ул. Советская).